# Denver Spurs
Die Denver Spurs waren eine Eishockeymannschaft aus Denver, Colorado, die unter anderem in der nordamerikanischen World Hockey Association (WHA) aktiv war. Das Franchise wechselte zur Saison 1975/76 in die WHA. Nachdem das Team in finanzielle Schwierigkeiten geraten war, siedelte man es mit einem Rettungsversuch im Januar 1976 ins kanadische Ottawa um und spielte noch 15 Tage unter dem Namen Ottawa Civics.

## Geschichte
Die Denver Spurs spielten zunächst von 1968 bis 1974 in der Western Hockey League. Anschließend wechselte die Mannschaft in die Central Hockey League, in der sie jedoch nur ein Jahr lang blieb, da Teambesitzer Ivan Mullenix im Mai 1975 die Genehmigung für ein Franchise aus der World Hockey Association erteilt wurde, nachdem sich zum Ende der Saison 1974/75 das Ende von zwei Teams der WHA abzeichnete, den im Besitz der Liga befindlichen Baltimore Blades und den Chicago Cougars. Die große Herausforderung bestand darin, in nur fünf Monaten eine konkurrenzfähige Mannschaft zusammenzustellen.  
Als Stadion diente die neue McNichols Sports Arena, in der 16.800 Zuschauer Platz fanden. Als Trainer verpflichtete man mit Jean-Guy Talbot den ehemaligen Trainer der Denver Spurs aus der CHL. Ein Großteil der Mannschaft kam von den Cougars aus Chicago. 
Dem Management war bewusst, dass man nur mit einer guten sportlichen Leistung, vor allem in Heimspielen, die Grundlage für einen finanziellen Erfolg des Teams geben konnte. Den Spielern gelang dies jedoch nicht und man startete zu Hause mit acht Niederlagen in Folge. Der Star im Team war Ralph Backstrom. Nachdem man mit dem Zuschauerschnitt nur bei ca. 3.000 pro Spiel lag, zog Mullenix frühzeitig die Notbremse und plante das Franchise nach Ottawa zu verkaufen. Am 2. Januar 1976 war der Umzugstermin nach Ottawa. Das Team sollte von der „Founders Group“ übernommen werden. In Ottawa überlebte das Franchise jedoch nur kurze Zeit und stellte nach 15 Tagen und nur acht Spielen den Spielbetrieb wenig später komplett ein.

### Vereinsrekorde (WHA)
- Meiste Spiele: 6 Spieler bestritten alle 41 Spiele
- Meiste Tore: Ralph Backstrom und Don Borgeson 21 Tore
- Meiste Vorlagen: Ralph Backstrom 29 Assists
- Meiste Punkte: Ralph Backstrom 50 Punkte
- Meiste Strafminuten: Rick Morris 58 Strafminuten

- Meiste Spiele eines Torhüters: Bob Johnson 24 Spiele
- Meiste Siege eines Torhüter: Bob Johnson 8 Siege
- Meiste Shutouts: Cam Newton 1 Shutout

## Bekannte Spieler
- Ralph Backstrom